# Avianca (Argentina)
Avian Líneas Aéreas, franquiciataria de la marca Avianca Argentina pero operando totalmente independiente de Avianca, fue una aerolínea regional que formaba parte del conglomerado Synergy Group. Fundada en el año 2016, luego de la compra por parte de Synergy Aerospace de la aerolínea Macair Jet, propiedad del Grupo Macri.
Inició sus vuelos regulares el 21 de noviembre de 2017.

## Historia
Después de la venta de Macair Jet a la división Synergy Aerospace del conglomerado brasileño Synergy Group en marzo de 2016, se llevaron a cabo distintas negociaciones con el gobierno y las autoridades argentinas para la constitución de una nueva aerolínea, que desde diciembre de 2016 se llamaría Avian Líneas Aéreas y operaría comercialmente como Avianca mediante un acuerdo de licencia de marca ya que esta nueva aerolínea no haría parte de Avianca Holdings.
Avianca Argentina poseyó una base de operaciones en Aeropuerto Internacional Teniente Benjamín Matienzo de la ciudad de San Miguel de Tucumán.
La aerolínea recibió sus primeras aeronaves ATR 72-600 y los destinos que inicialmente serían operados eran Buenos Aires, Rosario, San Miguel de Tucumán, Mendoza, Mar del Plata, Punta del Este y Villa Gesell.
Avianca planeaba comenzar sus operaciones el 11 de julio de 2017, pero sus sistemas de venta y gestiones aún no se encontraban terminados, razón por la cual el inicio fue pospuesto. 
El 21 de noviembre de 2017, la aerolínea finalmente comenzó su servicio de vuelos regulares, uniendo las ciudades de Buenos Aires y Rosario con dos vuelos diarios.
La segunda ruta lanzada conectaría Buenos Aires con la ciudad de Mar del Plata, iniciando el 28 de noviembre.[cita requerida]
Avianca Argentina buscaba ampliar su oferta para realizar vuelos entre Argentina y Brasil. Germán Efromovich, CEO y accionista mayoritario de Avianca. El 5 de noviembre de 2017 el dueño y Ceo de la compañía quedó en el medio de investigaciones internacionales por sobornos, corrupción y lavado de activos. Su nombre y sociedades aparecieron en los Paradise Papers un conjunto de documentos electrónicos confidenciales revelaron que Efromovich y la subsidiaria de Synergy Group, Avianca Holdings poseían cuentas fabtasmas las Bermudas, Panamá y Chipre. Efromovich utilizó un offshore panameño que escondía más de 20 firmas ubicadas en paraísos fiscales.
El 19 de agosto de 2020, Efromovich y su hermano José fueron detenidos en São Paulo como parte de la Operación Lava Jato , y como resultado de su participación en un esquema de corrupción que involucró el pago de sobornos.
Se esperaba que en un futuro Avianca Argentina se integraría a la red Avianca Holdings. Sin embargo, esta compañía tendría códigos de acuerdo compartido con las aerolíneas miembro del holding e incluso las aerolíneas miembro de la red Star Alliance pues se esperaba que en el primer semestre de 2018, Avianca Argentina se hiciese parte de Star Alliance.
En 2018 Avian (la empresa que operaba en el país en cabotaje bajo la marca Avianca) le pidió al Gobierno un permiso para no volar por 180 días, que se usarían para reestructurar el plan de negocios y tomar medidas sobre la operación local. La economía, el mercado, la regulación. Finalmente la incógnita sobre el futuro de Avianca en la Argentina. Finalmente a comienzos de 2019 la línea aérea Avianca Argentina, anunció que dejará de volar en el país por seis meses debido a una delicada situación económica.

## Destinos
Se encontraban en servicio los vuelos entre Buenos Aires-Aeroparque y Rosario y entre Buenos Aires y Mar del Plata. El día 6 de junio de 2018, se iniciaron las operaciones al Aeropuerto Sauce Viejo de la ciudad de Santa Fe, desde Aeroparque (Bs.As.) con dos vuelos diarios (mañana y noche).
Entre las ciudades que esperaban incluir en su red en el corto plazo se encontraban, además, Córdoba, San Miguel de Tucumán, Mendoza, Villa Gesell y Punta del Este.

## Flota

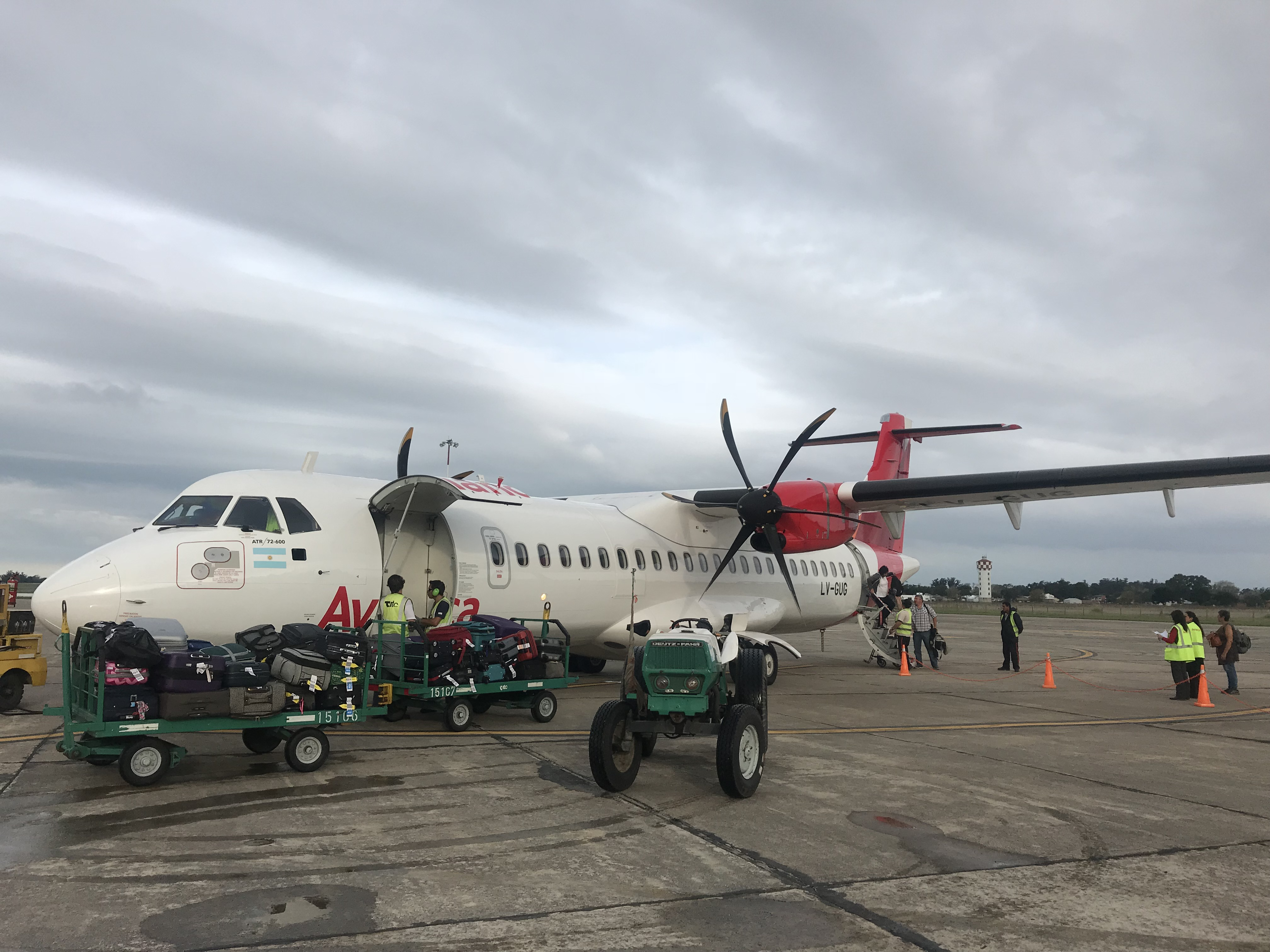
ATR 72-600 de Avianca Argentina en el Aeropuerto Internacional Astor Piazzolla de Mar del Plata.

En diciembre de 2018, la flota de Avianca Argentina estaba compuesta por tres aviones. Ambos ATR 72 llegaron a Argentina en enero y marzo de 2017 y el Airbus A320 en octubre de 2018, sucesivamente estaba pensando recibir los restantes 9 aviones pedidos a partir de la primavera de 2018, lo cual nunca se realizó.